# Harkhebi
Harkhebi (ca. 300 a. C.) fue un astrónomo que vivió en el Egipto tolemaico durante la época de la dinastía ptolemaica.
Muchas de sus aportaciones pudieron haber estado basadas en observaciones astronómicas babilónicas anteriores. Se conoce una estatua funeraria con una inscripción en la que se le describe como experto en la observación de las estrellas. Se refería a los planetas como "los dioses que predicen el futuro" y afirmaba conocer los designios marcados por la estrella Sirio, aunque aparentemente no escribió horóscopos personales.

## Eponimia
- El cráter lunar Harkhebi lleva este nombre en su memoria.